# Honorat Bovet
Pour l’article ayant un titre homophone, voir Honoré Bonnet.
Honorat Bovet, né vers 1350 et mort en 1409 ou 1410, connu aussi sous le nom d’Honoré Bonet, est un auteur provençal, prieur de Selonnet, près d'Embrun, partisan du pape Clément VII et conseiller du roi de France Charles VI. Son œuvre variée traite aussi bien du droit de la guerre pendant la Guerre de Cent Ans que de la question du Grand Schisme et des malheurs de la France.  

## Nom et dérivés
Honorat Bovet a été longtemps connu sous le nom d'Honoré Bonet. Les recherches récentes lui ont d'abord restitué le nom francisé d'Honoré Bouvet (en raison du bouvillon porté sur ses armoiries et du surnom de Carobovis qu'il se donne lui-même) puis plus correctement, étant donné son origine provençale, le nom d'Honorat Bovet.
Longtemps donné comme prieur de Salon, il est aujourd'hui correctement identifié comme prieur de Selonnet.

## Biographie
Originaire de la région de Sisteron, Honorat Bovet étudie d'abord à Montpellier puis à Avignon où il obtient le grade de licencié puis de docteur en décret (1386). Il entre au monastère bénédictin de l'IÎe-Barbe à Lyon (il en sera élu abbé en 1399) puis devient prieur de Selonnet (Alpes de Haute-Provence) dans le diocèse d'Embrun en 1371. 
Il accompagne le pape Urbain V en Italie (sans doute en 1368) et dès le commencement du Grand Schisme (1378) il devient un ardent défenseur du parti avignonnais de Clément VII, jusqu'à la mort de ce dernier en 1394. Dès 1390, il se met au service du roi de France Charles VI, qui lui accorde une pension annuelle en 1392 et lui confie diverses missions. En 1390, il est un des commissaires chargés d'aller en Guyenne et en Languedoc enquêter à la suite de plaintes déposées contre le duc de Berry. En 1400, il conduit une ambassade au nom du roi de France auprès du roi des Romains Wenceslas devant qui il prononce un discours en faveur de la résolution du schisme. On sait qu'il a aussi séjourné plusieurs mois dans le royaume d'Aragon entre 1387 et 1392.
À partir de 1402, il se retire en Provence, soit à son prieuré de Selonnet, soit à la cour du roi Louis II d'Anjou à Aix-en-Provence, où il est nommé maître-rational et lieutenant de juge mage en 1404. Il apparaît pour la dernière fois dans les affaires de l'Église en 1409, comme l'un des procureurs du clergé de Provence au concile de Pise, donnant son adhésion à la sentence de déposition des deux papes Benoît XIII et Grégoire XII. Il meurt sans doute peu de temps après.

## Œuvres

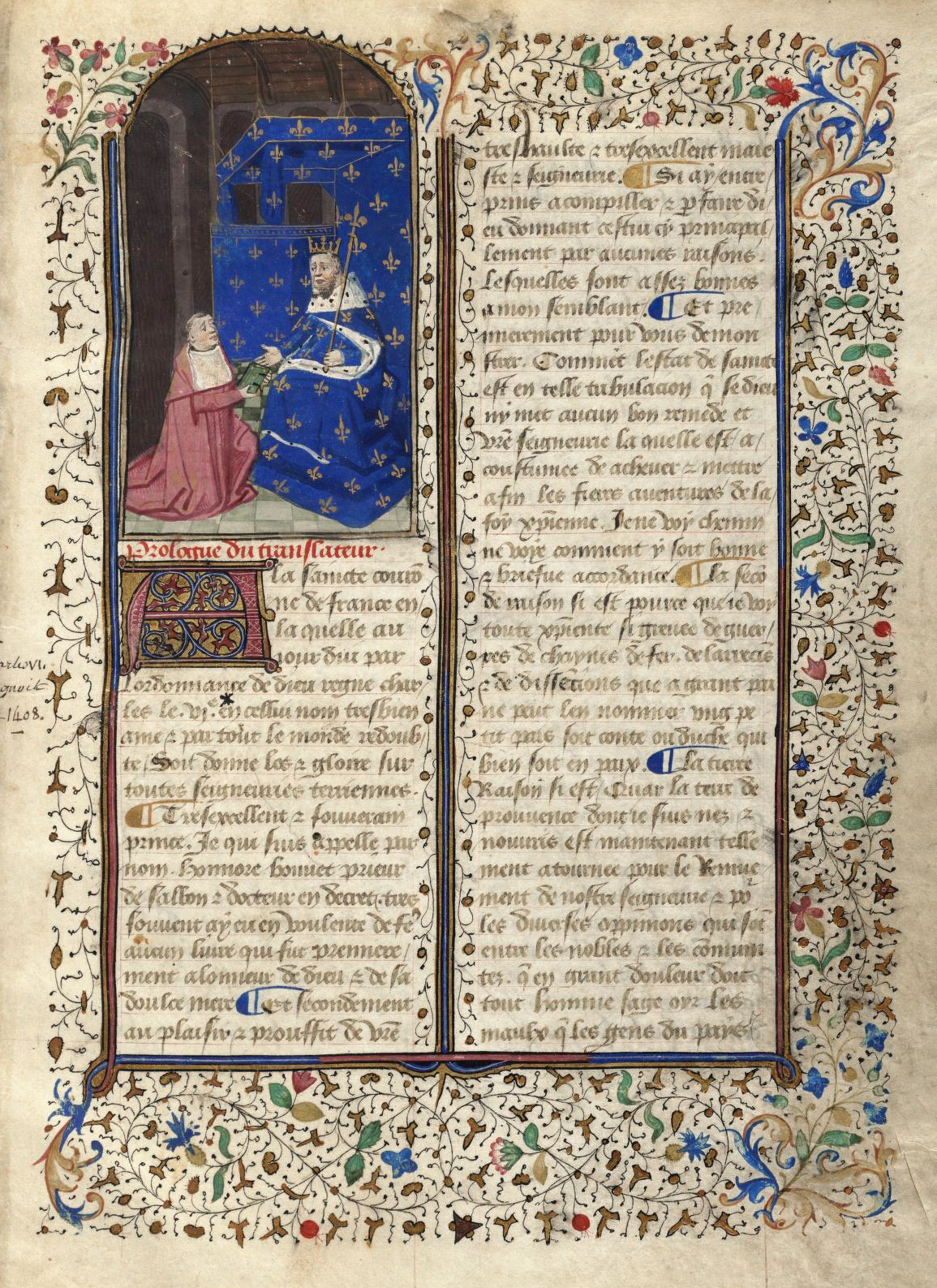
L’arbre des batailles, ca. 1400-1450, Honoré Bonet

Trois œuvres principales d'Honorat Bovet nous sont parvenues : L'Arbre des batailles, la plus célèbre, mais aussi le Somnium super materia scismatis et L'apparicion maistre Jehan de Meun.
L’Arbre des batailles écrit en français et en prose, est une vaste synthèse de sources diverses (historiques, philosophiques, juridiques et littéraires) sur le droit de la guerre. Deux versions sont rédigées : la première en 1386-1387, la seconde (plus longue, contenant des développements historiques inspirés des œuvres de Martin de Troppau et de Ptolémée de Lucques) est achevée en 1389 et dédiée à Charles VI. Dans les troisième et quatrième parties de l'ouvrage, il traite des batailles et du droit des gens de guerre, s'inspirant largement du traité latin de Jean de Legnano. Il fait de la guerre une donnée naturelle du monde et un phénomène bénéfique pour la société, dans le cadre d'une guerre juste, respectueuse de l'immunité des non combattants (reprenant ici Saint Thomas d'Aquin). À l'héroïsme chevaleresque, au duel et à la vengeance, comportements particuliers fixés par l'usage, il oppose la discipline, la loyauté au roi, le service du bien commun, notion héritées de la tradition ecclésiastique.
L’Arbre des batailles connut une vaste diffusion aux XVe et XVIe siècles, ainsi que l'atteste le nombre important de manuscrits conservés — au moins 90 en langue française, ainsi que les multiples traductions dont l'ouvrage fit l'objet au XVe siècle, notamment en 1456, en anglais au château de Rosslyn par Gilbert de la Haye, chancelier d'Écosse. Christine de Pizan le copia de nombreuses fois, le citant parmi ses sources principales. L'héraldiste sicilien Jean Courtois, travaillant pour Alphonse V d'Aragon, se réfère beaucoup à Bovet dans son ouvrage, le Blason des Couleurs.
L'Arbre des batailles fut aussi imprimé très tôt : la première édition, en français, est publiée à Lyon en 1481. Il a été édité par E. Nys en 1883, traduit par G.W. Coopland en 1949 et a fait l'objet d'une édition critique par Hélène Biu (textes français et occitan) en 2004.
Le Somnium super materia scismatis a été rédigé en latin et en prose à Paris en 1392. L'Église, accablée de malheurs, y apparaît à l'auteur dans un songe et lui enjoint d'aller convaincre les principaux rois et princes de la Chrétienté d'œuvrer à la résolution du schisme. 
L'Apparicion maistre Jehan de Meun se présente aussi comme un songe. L'auteur endormi dans la maison de la Tournelle, à Paris, qui avait appartenu à Jean de Meung, l'auteur du Roman de la Rose, voit le défunt poète lui présenter successivement un médecin, un Juif, un sarrasin et un dominicain qui tour à tour permettent d'évoquer les malheurs de la France et de plaider pour une vaste réformation du royaume. L'Apparicion et le Somnium ont été édités par I. Arnold en 1926.
Il est aussi l'auteur d'un poème dédié à la grandeur des comtes de Foix, connu seulement à travers des traditions plus récentes. On lui attribue parfois aussi un autre opuscule sur le schisme, le Judicium veritatis in causa schismatis (inédit).

### Éditions
- E. Nys, L'Arbre des batailles, Bruxelles, 1883.

- George W. Coopland, The tree of battles of Honoré Bonet : an English version, Cambridge, 1949.

- Hélène Biu, L'Arbre des batailles d'Honorat Bovet, étude de l'œuvre et édition critique des textes français et occitan, 4 vol., thèse de doctorat, Université Paris IV, 2004.

- Ivor Arnold, L'Apparicion maistre Jehan de Meun et le Somnium super materia scismatis d'Honoré Bonet, Paris, 1926 [Publications de la Faculté des Lettres de l'Université de Strasbourg, 28].